# Gumpertshausen
Gumpertshausen ist ein Ortsteil der oberbayerischen Gemeinde Sauerlach im Landkreis München. 

## Geographie
Das Dorf liegt an der Oberbiberger Straße nordwestlich von Altkirchen.

## Geschichte
Die Siedlung ist im 12. Jahrhundert als Gumpoltishusen ersturkundlich genannt. Es liegt der bajuwarische Personenname Gundbold zugrunde.